# Prix Driehaus

Le logo du prix Richard H. Driehaus de l'université de Notre Dame, représentant le monument de Lysicrate, inspiration du trophée.

Le prix Driehaus d'architecture (Driehaus Architecture Prize), ou prix Richard H. Driehaus de l'université de Notre-Dame, est un prix d'architecture annuel créé en 2003 et honorant un contributeur majeur dans le domaine de l'architecture vernaculaire néo-traditionnelle. Le prix Driehaus a été conçu comme une alternative au prix Pritzker, à dominante moderniste.
Lancé par l'homme d'affaires et philanthrope Richard Driehaus (en), le prix est décerné chaque année par l'école d'architecture de l'université de Notre-Dame-du-Lac, dans l'Indiana, aux États-Unis, qui enseigne une approche classique de l'architecture. Le prix honore pour l'ensemble de son œuvre un architecte vivant appliquant dans ses constructions les principes de l'architecture et de l'urbanisme traditionnels et classiques. Le jury, composé d'architectes et d'enseignants, attribue conjointement depuis 2005 le prix Henry Hope Reed (en) à une personne travaillant en dehors de la pratique de l'architecture mais promouvant ce courant revivaliste à travers l'écriture, la planification ou la promotion. Le futur Charles III du Royaume-Uni accepte un prix Driehaus exceptionnel en 2012, remis pour sa défense de l'architecture traditionnelle.

## Lauréats
Les récipiendaires du prix Driehaus depuis 2003 sont les architectes suivants.
| Year | Lauréat                                      | Nationalité    | Photo                                                    | Œuvre emblématique                          | Œuvre emblématique                                                                       |
| ---- | -------------------------------------------- | -------------- | -------------------------------------------------------- | ------------------------------------------- | ---------------------------------------------------------------------------------------- |
| 2003 | Léon Krier                                   | Luxembourg     | Léon Krier en 2007                                       | Le Queen Mother Square de Poundbury.        | Plan directeur de Poundbury, Angleterre (1993)                                           |
| 2004 | Demetri Porphyrios (en)                      | Grèce          |                                                          | Whitman College                             | Whitman College (en), université de Princeton, États-Unis (2002)                         |
| 2005 | Quinlan Terry (en)                           | Royaume-Uni    |                                                          | Maitland Robinson Library, Cambridge, UK    | Maitland Robinson Library du Downing College, université de Cambridge, Angleterre (1993) |
| 2006 | Allan Greenberg (en)                         | Afrique du Sud |                                                          | Aaron Burr Hall                             | Extension de l'Aaron Burr Hall, université de Princeton, États-Unis (2003–2005)          |
| 2007 | Jaquelin T. Robertson (en)                   | États-Unis     |                                                          | Celebration Town Square                     | Plan directeur de Celebration, Floride, États-Unis (2000)                                |
| 2008 | Andrés Duany (en) et Elizabeth Plater-Zyberk | États-Unis     | Andrés Duany en 2005.                                    | Seaside, Florida                            | Plan directeur de Seaside, Floride, États-Unis (1985)                                    |
| 2009 | Abdel-Wahed El-Wakil (en)                    | Égypte         |                                                          | Qiblatain Mosque                            | Nouvelle mosquée Al Qiblatain, Médine, Arabie saoudite (1987)                            |
| 2010 | Rafael Manzano Martos (en)                   | Espagne        |                                                          | Musée du Prado                              | Extension du musée du Prado, Madrid, Espagne (1990)                                      |
| 2011 | Robert A. M. Stern                           | États-Unis     | Historic Districts Council Landmarks Lion awards in 2015 | Four Seasons Hotel New York Downtown        | Four Seasons Hotel New York Downtown, New York, États-Unis (2016)                        |
| 2012 | Michael Graves                               | États-Unis     | Michael Graves, drawing 2003                             | Hard Rock Hotel Singapore                   | Resorts World Sentosa (en) à Sentosa, Singapour (2010)                                   |
| 2013 | Thomas H. Beeby (en)                         | États-Unis     |                                                          | Harold Washington Library à Chicago         | Harold Washington Library à Chicago, États-Unis (1991)                                   |
| 2014 | Pier Carlo Bontempi (en)                     | Italie         | Pier Carlo Bontempi in 2014                              | Place de Toscane in Serris, France          | Place de Toscane, Val d'Europe, France (2002)                                            |
| 2015 | David M. Schwarz (en)                        | États-Unis     |                                                          | Globe Life Park in Arlington, United States | Stade The Ballpark, Arlington, Texas, États-Unis (1994)                                  |
| 2016 | Scott Merrill (en)                           | États-Unis     |                                                          | Seaside Chapel in Seaside Florida           | Chapelle de Seaside, Floride, États-Unis (2001)                                          |
| 2017 | Robert Adam (en)                             | Royaume-Uni    |                                                          | Millennium Gate à Atlanta.                  | Millennium Gate (en) à Atlanta, États-Unis (2008)                                        |
| 2018 | Marc Breitman et Nada Breitman-Jakov         | France         |                                                          | Westermoskee, Netherlands                   | Westermoskee d'Amsterdam, Pays-Bas (2015)                                                |
| 2019 | Maurice Culot                                | Belgique       |                                                          |                                             | Plan directeur de Hardelot, France (2002)                                                |
| 2020 | Ong-ard Satrabhandhu (en)                    | Thaïlande      |                                                          |                                             | Hôtel Rachamankha, Chiang Mai, Thaïlande (2004)                                          |
| 2021 | Sebastian Treese                             | Allemagne      |                                                          |                                             | Immeuble Eisenzahnstraße 1, Berlin, Allemagne (2016)                                     |
| 2022 | Rob Krier                                    | Luxembourg     |                                                          |                                             | Cité judiciaire, Luxembourg (2008)                                                       |
| 2023 | Ben Pentreath (en)                           | Royaume-Uni    |                                                          |                                             | Plan directeur de South East Faversham (en), Angleterre (2023)                           |
| 2024 | Peter Pennoyer (en)                          | États-Unis     |                                                          |                                             | Immeuble The Benson sur Madison Avenue, New York, États-Unis (2023)                      |
| 2025 | Liam O'Connor                                | Royaume-Uni    |                                                          |                                             | Mémorial du Royal Air Force Bomber Command, Londres (2012)                               |